# Kecamatan Kedunghalang
Kecamatan Kedunghalang är ett distrikt i Indonesien.   Det ligger i provinsen Jawa Barat, i den västra delen av landet, 40 km söder om huvudstaden Jakarta.